# Cheilotrichia zimmermani
Cheilotrichia zimmermani là một loài ruồi trong họ Limoniidae. Chúng phân bố ở miền Australasia.